# Mink Car
Mink Car es el octavo álbum de estudio de la banda estadounidense de rock alternativo They Might Be Giants. Fue lanzado en 2001 por Restless Records.
Es uno de los álbumes más eclécticos de la banda. Su variedad refleja el proceso de grabación; fue grabado en diferentes estudios con varios productores y artistas invitados. Sus canciones van desde power pop, como «Bangs» y «Finished with Lies», a dance («Man, It's So Loud In Here», pasando por baladas románticas («Another First Kiss»). «Man, It's So Loud in Here» fue el único sencillo lanzado, aunque la canción «Yeh Yeh» apareció en un anuncio de Chrysler.
«Bangs», «Cyclops Rock», «Man, It's So Loud In Here» y «Another First Kiss», así como «Boss of Me» (que apareció en lanzamientos fuera de EE. UU.), fueron lanzados en la antología Dial-A-Song: 20 Years of They Might Be Giants (2002).
La historia corta «The Girl with Bangs», de Zadie Smith, está basada en la canción «Bangs». El título del álbum es una parodia del sencillo de The Cure «Mint Car» (1996).
El 25 de febrero de 2022 el álbum fue reeditado en digital siendo ampliada a 21 canciones, que incluye el debut en streaming de las canciones «Boss Of Me», «Your Mom's Alright» y «McGyver». Disponible en Apple Music, Spotify, YouTube Music y otros.

## Lista de canciones

### Lanzamiento en los Estados Unidos
| N.º | Título | Duración |  |
| 1.  | «Bangs» | 3:09     |  |
| 2.  | «Cyclops Rock» (con Cerys Matthews)                                                                                  | 2:38     |  |
| 3.  | «Man, It's So Loud In Here»                                                                                          | 3:59     |  |
| 4.  | «Mr. Xcitement» (con Mike Doughty, escrita por John Flansburgh, John Linnell, Dan Levine, Elegant Too, Mike Doughty) | 3:36     |  |
| 5.  | «Another First Kiss»                                                                                                 | 3:06     |  |
| 6.  | «I've Got A Fang» | 2:32     |  |
| 7.  | «Hovering Sombrero»                                                                                                  | 2:13     |  |
| 8.  | «Yeh Yeh» (escrita por Rodgers Grant, Jon Hendricks, Pat Patrick)                                                    | 2:40     |  |
| 9.  | «Hopeless Bleak Despair»                                                                                             | 3:08     |  |
| 10. | «Drink!» | 1:49     |  |
| 11. | «My Man» | 2:57     |  |
| 12. | «Older» | 1:58     |  |
| 13. | «Mink Car» | 2:09     |  |
| 14. | «Wicked Little Critta»                                                                                               | 2:11     |  |
| 15. | «Finished with Lies»                                                                                                 | 3:18     |  |
| 16. | «(She Thinks She's) Edith Head»                                                                                      | 2:37     |  |
| 17. | «Working Undercover for the Man»                                                                                     | 2:19     |  |

### Lanzamiento en Europa
| N.º | Título | Duración |  |
| 1.  | «Man, It's So Loud In Here»                                                                                   | 3:59     |  |
| 2.  | «Boss of Me»                                                                                                  | 2:57     |  |
| 3.  | «Cyclops Rock»                                                                                                | 2:38     |  |
| 4.  | «Another First Kiss»                                                                                          | 3:06     |  |
| 5.  | «Bangs» | 3:09     |  |
| 6.  | «My Man» | 2:57     |  |
| 7.  | «Drink!» | 1:49     |  |
| 8.  | «Your Mom's Alright» (con Mike Doughty, escrita por John Flansburgh, John Linnell, Elegant Too, Mike Doughty) | 2:59     |  |
| 9.  | «Hovering Sombrero»                                                                                           | 2:13     |  |
| 10. | «Yeh Yeh» (escrita por Rodgers Grant, Jon Hendricks, Pat Patrick)                                             | 2:40     |  |
| 11. | «I've Got a Fang»                                                                                             | 2:32     |  |
| 12. | «Mink Car» | 2:09     |  |
| 13. | «Hopeless Bleak Despair»                                                                                      | 3:08     |  |
| 14. | «Older» | 1:58     |  |

### Bonus Track en Japón/Bonus Tracks digitales de 2022
| N.º | Título | Duración |  |
| 19. | «Boss of Me»                                                                                                  | 2:57     |  |
| 20. | «Your Mom's Alright» (con Mike Doughty, escrita por John Flansburgh, John Linnell, Elegant Too, Mike Doughty) | 2:59     |  |
| 21. | «McGyver» |          |  |
| 22. | «Robot Parade (Adult Version)»                                                                                | 1:05     |  |